# Grammomys aridulus
Grammomys aridulus és una espècie de mamífer rosegador de la família dels múrids. És endèmic de la Jàbal Marra (oest del Sudan). El seu hàbitat natural són els boscos àrids situats en zones rocoses. Es desconeix si hi ha cap amenaça significativa per a la supervivència d'aquesta espècie. El seu nom específic, aridulus, significa ‘àrid’ en llatí.